# 霍華·薩斯頓
霍華·薩斯頓（英語：Howard Thurston，1869年7月20日—1936年4月13日）是一位美國魔術師。薩斯頓從在街頭表演小魔術開始，接著進入職業雜耍表演界，其撲克牌魔術和懸浮魔術等都十分知名。他也表演過不少廣受好評的大型魔術。1908年，當時的「皇家魔術師」兼薩斯頓的搭檔哈利·凱勒退休，將皇家魔術師的頭銜交給薩斯頓。1936年4月13日，薩斯頓在佛羅里達州邁阿密海灘的濱海公寓與世長辭，享年66歲，死因為肺炎。「薩斯頓三原則」即是以薩斯頓命名的三項魔術原則。

## 早年生涯
霍華·薩斯頓於1869年7月20日出生於美國俄亥俄州的哥倫布，其父威廉·亨利·薩斯頓（William Henry Thurston）是一名輪匠和馬車工匠，在南北戰爭時短暫待過俄亥俄州第三軍團，其母瑪格麗特（Margaret，娘家姓克勞德）則出身於俄亥俄州的農村家庭。薩斯頓的童年並不快樂。他逃家去當賣報童，還加入了馬戲團，並在馬戲團遇見未來的搭檔哈利·凱勒。十幾歲時，薩斯頓靠當扒手謀生，因此進了少年感化院。1893年，薩斯頓進入麻薩諸塞州富蘭克林郡諾斯菲爾德的北野山高中就讀，與「無線電之父」李·德富雷斯特和「祖國的提琴手」查爾斯·羅斯·塔格特是同學:21。

## 魔術生涯
薩斯頓最早先在街頭表演小魔術，後來才慢慢邁向職業雜耍表演界。他是哈利·凱勒的徒弟。薩斯頓在各地巡迴表演，其魔術道具是當時最大的，需要花八台火車才運送得了。薩斯頓曾於1900年在英國倫敦的皇宮劇院表演，亦曾在英國的愛德華王子和波斯國王面前演出。他也與凱勒搭檔表演「薩斯頓與凱勒的魔術秀」。為了精進魔術技能，他走訪過澳大利亞、印度和東方。薩斯頓也是美國魔術師學會的副主席。

### 撲克牌魔術
最早，薩斯頓以撲克牌魔術聞名。1897年，他推出了「浮起的撲克牌」魔術。他先請觀眾抽一張牌，接著洗牌並將整副牌放回撲克牌的包裝裡。再來，薩斯頓會讓觀眾選的牌從整副牌中「浮起」，最後將這張牌扔到觀眾的膝蓋上。他曾在里昂·赫爾曼（Leon Herrmann，亞歷山大·赫爾曼的親戚）面前表演並騙過了他。此後，薩斯頓自稱「愚弄赫爾曼的人」。在一次表演中，他吸引了著名經紀人華特·普利默（Walter Plimmer）的目光，因此得以進入歐美職業雜耍表演界。他也給自己取了另一個稱號「撲克牌之王」。

### 懸浮魔術

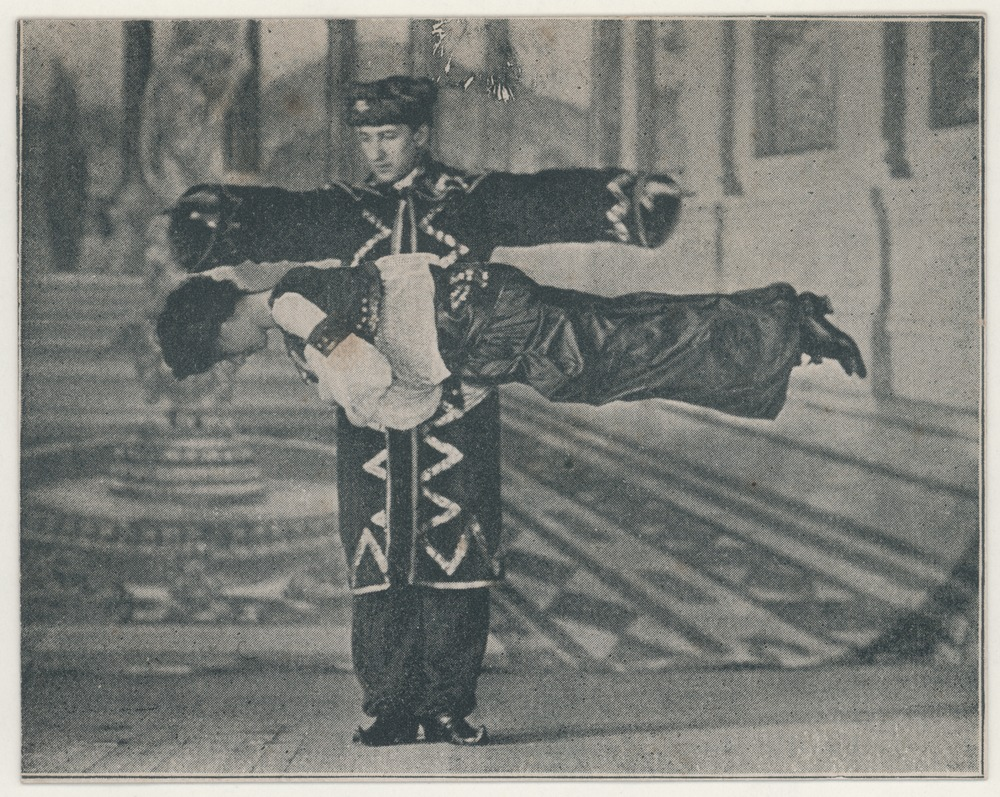
薩斯頓表演懸浮魔術

薩斯頓的懸浮魔術「卡納克公主的懸浮」也十分有名。此魔術由約翰·內維爾·馬斯基林開創:98:147。魔術史學家吉姆·史丹麥爾評論道，「在薩斯頓的手中，卡納克公主的懸浮成了傑作。這一美妙的把戲與薩斯頓熱情洋溢的聲音搭配得很好」:346。

### 其他魔術
他也表演過讓獅子憑空出現和將威利斯汽車變不見的魔術，獲得不少好評。薩斯頓曾設計出一個讓大象憑空出現的魔術，但在上台表演前那頭大象就病死了。

## 私人生活
薩斯頓娶過數任妻子。其中，他的前兩任妻子和女兒珍（Jane）曾擔任過他的魔術助手。

## 晚年生涯
在搭檔哈利·凱勒退休後，薩斯頓仍持續推出「薩斯頓與凱勒的魔術秀」。隨著電影的崛起，魔術表演逐漸沒落。1931年4月，薩斯頓在波士頓的特雷蒙特劇院（Tremont Theater）進行最後一次正式表演。因應電影的潮流，他從此改在電影院表演。助手勸他要減少表演次數，但他沒有聽進去。1935年，薩斯頓在西維吉尼亞州查爾斯頓的一次表演時顱內出血。1936年3月30日，他再次顱內出血，因此中風。4月13日，薩斯頓在佛羅里達州邁阿密海灘的濱海公寓與世長辭，享年66歲，死因為肺炎。薩斯頓葬在俄亥俄州哥倫布的綠草坪大教堂:77。

## 榮譽
1908年5月16日，當時的「皇家魔術師」兼薩斯頓的搭檔哈利·凱勒退休，將皇家魔術師的頭銜交給薩斯頓。薩斯頓死前指定哈利·奧古斯特·詹森擔任下一任皇家魔術師。

## 相關
戴爾·卡內基在作品《卡內基溝通與人際關係》中引用了他與薩斯頓的談話。

## 薩斯頓三原則
薩斯頓三原則是以薩斯頓命名的三項魔術原則，分別是：
1. 魔術表演之前絕對不透露接下來的表演內容
2. 不在同一時間、地點對相同的觀眾變同樣的魔術兩次以上
3. 魔術表演過後，絕不向觀眾透露魔術的秘密

## 其他作品

### 文章
- . The Day. 1926-01.
- . Popular Mechanics. 1927-04  [2018-07-31]. （原始内容存档于2016-09-14）.
- . Popular Mechanics. 1927-10  [2018-07-31]. （原始内容存档于2016-09-14）.

### 書籍
- . 1903.
- . 1905.
- . 1915.
- . 1927.
- . 1928.
- . 1928.
- . 1929.
- . 1940.

## 外部連結
- 在Find a Grave上的Howard Thurston
- 霍華·薩斯頓在互联网电影资料库（IMDb）上的資料（英文）
- 表演海報 （页面存档备份，存于）